# RPG-2
RPG-2（РПГ-2）是一種由蘇聯研製及大規模生產的火箭推進榴彈，它亦是史上第一種可重複使用的便攜式無後坐力炮。

## 概述
RPG-2在1949年起被蘇聯軍隊使用，在1960年代起開始被更先進和殺傷力更大的RPG-7所取代。大量的RPG-2在蘇軍中退役後隨即被當成軍事援助輸出到多個華沙條約國家和第三世界國家。在冷戰期間的一些衝突，如：越南戰爭及中東戰爭等皆能找到RPG-2的蹤影。現在，大部份的RPG-2已經被RPG-7及其他更先進的反裝甲武器所取代，只有少量仍在一些第三世界國家和非正規武裝組織中使用。

## 設計

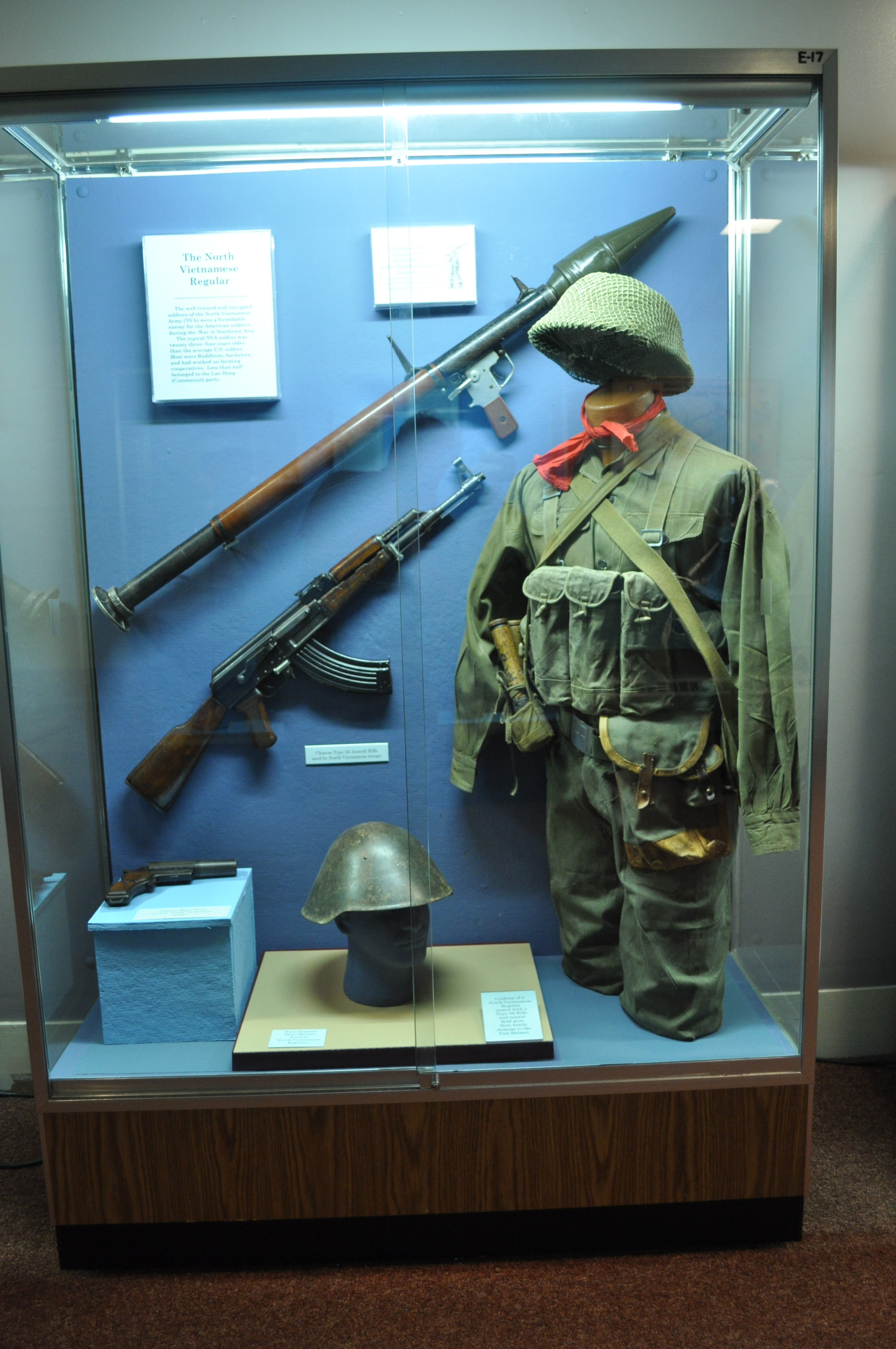
收藏在美國軍事博物館的北越軍武器，當中包括一把RPG-2或其中共製仿製型56式火箭筒

RPG-2採用的彈頭為PG-2 HEAT榴彈。使用前射手需先把PG-2 HEAT榴彈從槍管前面載入，然後扳起外露擊鎚，接著以開放式瞄具瞄準目標，扣動扳機方可擊發。其有效射程約為150米，並能穿透約200毫米的軋壓均質裝甲。雖然RPG-2可以單兵操作，但其標準操作人員為兩名，這包括了配有3枚榴彈的射手、還有一名使用突擊步槍及持有3枚榴彈的助手。

## 仿製
- 中華人民共和國－56式火箭筒
- 越南、柬埔寨－B-40、B-50
- 埃及－PG-7
- 南斯拉夫社會主義聯邦共和國－M57

## 使用國

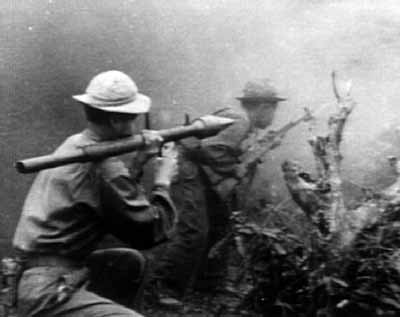
使用RPG-2的北越士兵

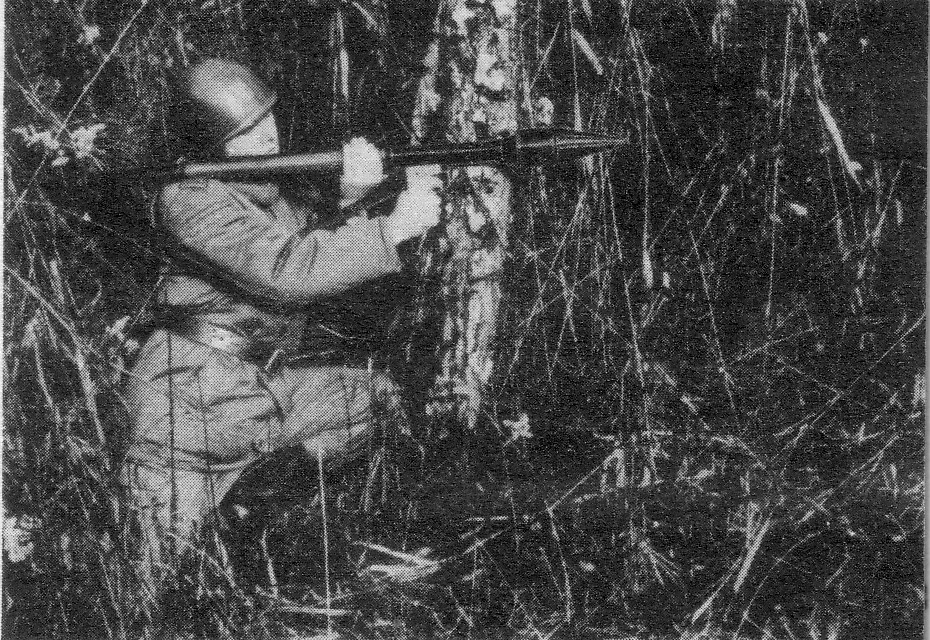
使用RPG-2的波蘭士兵

- 柬埔寨
- 中华人民共和国
- 刚果共和国
- 古巴
- 捷克斯洛伐克社會主義共和國
- 刚果民主共和国
- 埃及
- 衣索比亞
- 几内亚
- 匈牙利人民共和国
- 伊朗
- 伊拉克
- 黎巴嫩
- 利比里亚
- 利比亞
- 马达加斯加
- 毛里塔尼亚
- 蒙古人民共和国
- 摩洛哥
- 莫桑比克
- 緬甸
- 奈及利亞
- 北馬其頓
- 巴基斯坦
- 波蘭人民共和國
- 罗马尼亚社会主义共和国
- 羅德西亞
- 塞内加尔
- 塞舌尔
- 索馬利蘭
- 南蘇丹
- 苏联
- 苏丹
- 叙利亚
- 坦桑尼亚
- 泰國
- 乌克兰
- 越南
- 葉門
- 南斯拉夫社會主義聯邦共和國
- 尚比亞
- 辛巴威

## 外部連結
- Modern Firearms - RPG-2（页面存档备份，存于）

## 另見
- Panzerfaust
- 卡爾·古斯塔夫無後座力炮
- 巴祖卡火箭筒
- 55 S 55無後座力炮
- 56式火箭筒
- RPG-7
- 69式火箭筒
- 火箭推進榴彈